# Молдова на Олимпийских играх
Молдова как независимое государство впервые выступила на зимней Олимпиаде 1994 года в Лиллехамере и с тех пор принимала участие во всех Играх. На летних Олимпийских играх 1992 года молдавские спортсмены входили в состав объединённой команды, а ранее с 1952 года выступали под флагом СССР.
Национальный олимпийский комитет Республики Молдова основан в 1991 году, а признан Международным олимпийским комитетом в 1993 году.
Всего за время выступления в качестве независимой команды спортсмены Молдовы завоевали 10 олимпийских медалей, из которых 3 серебряные и 7 бронзовые. Все медали были получены на летних Олимпиадах.

## Медалисты
Летние Олимпийские игры
| Медали  | Спортсмен                          | Игры         | Вид спорта | Дисциплина                                             |
| ------- | ---------------------------------- | ------------ | ---------- | ------------------------------------------------------ |
| Серебро | Николай Журавский Виктор Ренейский | 1996 Атланта | Гребля     | Каноэ-двойка, 500м                                     |
| Бронза  | Сергей Мурейко                     | 1996 Атланта | Борьба     | греко-римская борьба, 130 кг                           |
| Серебро | Олег Молдован                      | 2000 Сидней  | Стрельба   | Пневматическая винтовка 10 м, мужчины, движущая мишень |
| Бронза  | Виталий Грушак                     | 2000 Сидней  | Бокс       | мужчины, до 67 кг                                      |
| Бронза  | Вячеслав Гожан                     | 2008 Пекин   | Бокс       | мужчины, до 56 кг                                      |
| Бронза  | Сергей Тарновский                  | 2020 Токио   | Гребля     | Каноэ-одиночки, мужчины, 1000 м                        |
| Бронза  | Денис Виеру                        | 2024 Париж   | Дзюдо      | мужчины, до 66 кг                                      |
| Бронза  | Адиль Османов                      | 2024 Париж   | Дзюдо      | мужчины, до 73 кг                                      |
| Бронза  | Сергей Тарновский                  | 2024 Париж   | Гребля     | Каноэ-одиночки, мужчины, 1000 м                        |
| Серебро | Анастасия Никита                   | 2024 Париж   | Борьба     | женщины, до 57 кг                                      |

## Медальный зачёт

### Медали по Играм
| Игры                | Золото | Серебро | Бронза | Всего |
| ------------------- | ------ | ------- | ------ | ----- |
| 1996 Атланта        | 0      | 1       | 1      | 2     |
| 2000 Сидней         | 0      | 1       | 1      | 2     |
| 2004 Афины          | 0      | 0       | 0      | 0     |
| 2008 Пекин          | 0      | 0       | 1      | 1     |
| 2012 Лондон         | 0      | 0       | 0      | 0     |
| 2016 Рио-де-Жанейро | 0      | 0       | 0      | 0     |
| 2020 Токио          | 0      | 0       | 1      | 1     |
| 2024 Париж          | 0      | 1       | 3      | 4     |
| Всего               | 0      | 3       | 7      | 10    |

### Медали по видам спорта
Летние виды спорта
| Виды спорта | Золото | Серебро | Бронза | Всего |
| ----------- | ------ | ------- | ------ | ----- |
| Гребля      | 0      | 1       | 2      | 3     |
| Стрельба    | 0      | 1       | 0      | 1     |
| Дзюдо       | 0      | 0       | 2      | 2     |
| Бокс        | 0      | 0       | 2      | 2     |
| Борьба      | 0      | 1       | 1      | 2     |
| Всего       | 0      | 3       | 7      | 10    |